# مسیه ۹۸
مسیه ۹۸(به انگلیسی: Messier 98) (یا M98 یا NGC 4192) یک کهکشان مارپیچی متوسط است که در فاصله ۶۰ میلیون سال نوری از ما و در صورت فلکی گیسو قرار دارد.مسیه ۹۸ توسط پیر مچاین و در سال ۱۷۸۱ کشف شد. 

## عضویت در خوشه دوشیزه
مسیه ۹۸ عضو خوشه دوشیزه است.